# F. William Engdahl
 (juin 2017).
Si vous disposez d'ouvrages ou d'articles de référence ou si vous connaissez des sites web de qualité traitant du thème abordé ici, merci de compléter l'article en donnant les références utiles à sa vérifiabilité et en les liant à la section « Notes et références ».
Frederick William Engdahl (né en 1944 à Minneapolis, dans le Minnesota) est un économiste, écrivain et journaliste américain qui s'exprime sur des sujets de géopolitique, d'économie et d'énergie depuis plus de trois décennies.
Il collabore régulièrement à un certain nombre de publications dont Nihon Keizai Shimbun, Foresight Magazine (en), Grant's Investor.com, European Banker et Business Banker International et la revue italienne des études de géopolitique Eurasia. Il a participé à de nombreuses conférences internationales concernant la géopolitique, l'économie et l'énergie, et exerce une activité de conseil économique. Il a été pendant longtemps collaborateur du Mouvement LaRouche et a publié de nombreux articles pour ses média.

## Biographie
Après avoir obtenu un diplôme en sciences politiques de l'Université de Princeton et passé une thèse en économie comparée à l'Université de Stockholm, il travaille comme économiste et journaliste indépendant à New York et en Europe, abordant comme sujets l'effondrement de l'Union soviétique, la crise économique asiatique, l'Accord général sur les tarifs douaniers et le commerce (le GATT pour reprendre le sigle anglais), les négociations commerciales du cycle de l'Uruguay, les politiques alimentaires de l'Union européenne, la politique du Fonds monétaire international, la question de la dette du Tiers monde, les fonds de couverture, et le rôle politique du commerce des dérivés.
L'auteur collabore régulièrement à un certain nombre de publications dont Asia Times Online, Asia Inc., Nihon Keizai Shimbun (Japon), la revue Foresight, les journaux Freitan (Allemagne) et ZeitFragen (Suisse), Grant's Investor.com, European Banker et Business Banker International. Il écrit souvent pour le Centre de recherche sur la mondialisation (en anglais Center for Research on Globalization), FinancialSense.com et 321Gold.com, entre autres sites web.
Il a participé à de nombreuses conférences internationales sur des sujets traitant de géopolitique, d'économie, d'organismes génétiquement modifiés, d'approvisionnement énergétique : Montreaux Global Investors' Forum, Centre for Energy Policy Studies (Londres), la banque Negara Indonesia (Jakarta), la Chambre internationale de Commerce (Zagreb) et l'Institut international des études stratégiques (Moscou).
Il habite actuellement en Allemagne où il exerce des activités de conseil en matière de risque géopolitique et enseigne dans la Section économique de l'Université des sciences appliquées de Wiesbaden.

## Ouvrages
Économiste et écrivain, F. William Engdahl est l'auteur de succès de librairie sur le pétrole et la géopolitique : A Century of War: Anglo-American Oil Politics and the New World Order (1993), ouvrage traduit en français sous le titre « Pétrole, une guerre d'un siècle : l'ordre mondial anglo-américain », en arabe, coréen, allemand, croate et turc, Seeds of Destruction : The Hidden Agenda of GMO  (2007).
Depuis plus de trente ans, il écrit sur des questions de politique, d'économie, de géopolitique, d'énergie, d'agriculture, sur l'Organisation mondiale du commerce et sur le Fonds monétaire international, ses premiers travaux remontant au premier choc pétrolier et à la crise céréalière mondiale du début des années 1970.

### Pétrole: une guerre d'un siècle(2004)
Dans ce livre, intitulé dans sa version originale A Century of War: Anglo-American Oil Politics and the New World Order, l'auteur retrace l'histoire de l'emprise exercée par l'industrie pétrolière sur l'économie du monde depuis la période suivant la 1re guerre mondiale jusqu'à nos jours.
Il développe la thèse que la géopolitique du pétrole est à l'origine de l'effondrement de l'Union soviétique, de l'éclatement de la Yougoslavie et de l'ascension et la chute des Talibans.
Il révèle, documents à l'appui, que la décision des États-Unis et du Royaume-Uni d'entrer en guerre contre l'Irak est une initiative stratégique pour contrôler l'économie mondiale pour les cinq décennies à venir. Il aborde le rôle de Zbigniew Brzezinski et George Ball dans l'exploitation du modèle de balkanisation islamique mis en avant par Bernard Lewis ; il y dévoile également le rôle des États-Unis dans le renversement en 1979 du Shah d'Iran en vue de moduler le prix du pétrole et d'arrêter l'expansion soviétique.

### Seeds of Destruction. The Hidden Agenda of Genetic Manipulation
Cet ouvrage traite des soutiens et des investisseurs de la brevetabilité du vivant. Il vise à démontrer qu'une fraction de l'élite socio-politique américaine cherche à contrôler la base même de la survie de l'homme : la production de « notre pain quotidien ». Selon Engdahl, « contrôlez l'alimentation et vous contrôlez les gens ». Allant au-delà de la critique des manipulations génétiques en tant que technique scientifique, l'auteur décrit un monde où la manipulation génétique et le brevetage des formes de vie servent à contrôler la production alimentaire.

### Full Spectrum Dominance: Totalitarian Democracy in the New World Order
Ce titre désigne la mainmise absolue sur la planète que cherche à obtenir la faction américaine à la tête du ministère de la Défense, des industries militaire et pétrolière, et ce en créant un réseau planétaire de bases militaires et en suscitant des conflits. Pour changer les régimes, on fait appel à la propagande, aux révolutions de couleur et à tout un arsenal de techniques de guerre psychologique et économique.

## Thèses de l'auteur

### Sur le pic pétrolier
L'auteur insiste sur le fait qu'il existe deux théories en présence concernant l'origine du pétrole :
1. la théorie biologique, privilégiée en Occident : le pétrole serait les restes fossiles de la faune et la flore des ères géologiques passées;
2. la thèse abiotique, privilégiée dans l'ancienne Union soviétique puis en Russie : le pétrole se formerait dans les profondeurs de la planète et gagnerait la croûte terrestre.

Selon la première explication, la quantité de pétrole serait donc finie et l'humanité aurait dépassé le sommet (le « pic pétrolier ») d'une courbe en forme de cloche. Selon la deuxième, il n'y a pas de pic pétrolier et il suffit de forer très profondément pour trouver du pétrole. Cette théorie aurait été validée dans les années 1960 par la découverte d'immenses gisements dans le bassin prétendument stérile du Dnieper-Donets et plus récemment au large des côtes du Viêt Nam.
Prenant conscience de l'importance stratégique du savoir-faire des géologues russes, les États-Unis auraient cherché à en bénéficier mais leur demande officielle a été rejetée et leur tentative d'acquérir des participations dans l'entreprise pétrolière Ioukos contrecarrée.
En prévision du tarissement des gisements de l'Arabie séoudite, du Koweït et du Nigeria qu'ils contrôlent, les États-Unis chercheraient à s'emparer des grands gisements d'Irak et d'Iran tout en entourant la Russie de bases militaires et de sites antimissiles permettant de couper les liens portuaires et les oléoducs alimentant l'Europe de l'Ouest, la Chine et le reste de l'Asie.

### Sur le réchauffement planétaire
Engdhahl soutient la thèse selon laquelle la publicité faite par les gouvernements et les médias occidentaux au réchauffement planétaire, se heurterait au constat que l'hiver très rigoureux qu'a connu l'hémisphère nord en 2008 a vu la reformation des glaces de l'Arctique.
La campagne médiatique autour du prétendu réchauffement planétaire aurait selon lui été mise sur pied par les élites dirigeantes anglo-américaines pour régenter l'économie mondiale et réduire la croissance démographique. Ces élites seraient toutefois divisées sur la façon d'atteindre ces buts. Une faction serait pour la manière forte (contrôle de l'approvisionnement énergétique par la force militaire), l'autre faction privilégierait le recours aux instances internationales.

### Sur la guerre en Afghanistan
Engdahl développe la thèse que l'armée américaine est en Afghanistan moins pour éliminer l'organisation Al-Qaïda – dont « la présence est très réduite » – que pour deux raisons passées sous silence :
1. d'une part établir et contrôler l'approvisionnement des marchés internationaux de l'héroïne et utiliser celle-ci comme arme contre ses adversaires géopolitiques ;
2. d'autre part installer une force de frappe militaire à proximité de la Russie et de la Chine dont la coopération croissante menace sa domination tous azimuts (« full spectrum dominance »).

### Sur l'ingénierie génétique
En 2009, il apparait dans le documentaire The Idiot Cycle (en), où il affirme que la Fondation Rockefeller est à l'origine des premières bourses de recherche sur la modification génétique de semences nécessaires à l'alimentation humaine et animale. Il pointe aussi du doigt le pouvoir donné par la production et le brevetage de semences essentielles aux grandes sociétés de l'industrie agroalimentaire (Monsanto, Syngenta et deux autres).

### Sur les autres géopolitologues
Ayant collaboré quelques années avec Lyndon Larouche, il s'est éloigné de lui par la suite : « tout d'abord, je n'entretiens aucun lien avec M. Larouche et cela depuis des années. Je ne suis pas un fasciste, un antisémite, un néo-nazi, ni un adepte de droite de la théorie du complot, contrairement à ce que laissent entendre certaines accusations lancées sur l'internet. (...) Je demande seulement à être jugé en fonction de ce que je dis et non de qui j'ai fréquenté autrefois ».

## Publications

### en anglais
- A Century of War: Anglo-American Oil Politics and the New World Order, Pluto Press, London, 2004, revised edition, 303 p., ill.  (ISBN 0-7453-2309-X)
- Seeds of Destruction. The Hidden Agenda of Genetic Manipulation, Centre for Research on Globalization Publishing, 2007  (ISBN 0-9737147-2-7)
- Full Spectrum Dominance: Totalitarian Democracy in the New World Order, Third Millennium Press, Boxboro, MA, 2009  (ISBN 978-0-9795608-6-6) ; Progressive Press, 2011  (ISBN 1-61577-654-0)
- Gods of Money: Wall Street and the Death of the American Century, edition.engdahl, 2010  (ISBN 978-3-9813263-1-4)
- Myths, Lies and Oil Wars, edition.engdahl, Wiesbaden, 2012  (ISBN 978-3981326369)
- Target : China : How Washington and Wall Street Plan to Cage the Asian Dragon, Progressive Press, 2014 (ISBN 978-1-61577-710-5)
- The Lost Hegemon: Whom the gods would destroy, mine.books, 2016
- Manifest Destiny: Democracy as Cognitive Dissonance. mine.books, 2018

### en français
- Pétrole, une guerre d'un siècle : L'ordre mondial anglo-américain [« A Century of War: Anglo-American Oil Politics and the New World Order »]  (trad. de l'anglais), Jean-Cyrille Godefroy, 2015, 331 p. (ISBN 978-2-86553-258-2)
- OGM semences de destruction : L'arme de la faim [« Seeds of Destruction The Hidden Agenda of Genetic Manipulation »]  (trad. de l'anglais), Paris, Jean-Cyrille Godefroy, 2008, 299 p. (ISBN 978-2-86553-204-9)
- Le charme discret du Djihad : l'instrumentalisation géopolitique de l'Islam radical [The Lost Hegemon: Whom the gods would destroy], Demi-Lune, octobre 2018  (ISBN 978-2917112434).